# Podocarpus lophatus
Podocarpus lophatus é uma espécie de conífera da família Podocarpaceae.
Apenas pode ser encontrada nas Filipinas.
Está ameaçada por perda de habitat.